# Baucau FC
A Associação Baucau Futebol Clube é uma equipa de Timor-Leste, da cidade de Baucau. Disputa atualmente a primeira divisão do Campeonato Timorense de Futebol Feminino.

## Campeonatos
- Liga Feto Timor de 2020: 7ª colocada
- Liga Feto Timor de 2021 - Segunda Divisão: Campeã